# Charles Murray Marling
Pour les articles homonymes, voir Marling.
Charles Murray Marling, né le 3 décembre 1862 à King's Stanley et mort le 17 février 1933 à Londres, est un diplomate britannique. 

## Biographie
Né le 3 décembre 1862 à King's Stanley dans le Gloucestershire, il est le deuxième fils de William Marling, 2e baronnet. Il est le frère de Percival Marling. Il fait ses études au Wellington College puis au Trinity College de Cambridge avant de rejoindre le service diplomatique en 1888.
Le 8 mars 1919, il est nommé ministre du Danemark,. Il est l'ambassadeur britannique durant la révolution constitutionnelle en Iran en 1905-1907.
À partir de 1921, il vit à La Haye d'où il prend sa retraite cinq ans plus tard. Il est promu chevalier grand-croix de l'ordre de Saint-Michel et Saint-Georges.
Il meurt à son domicile à Londres le 16 février 1933 à l'âge de 70 ans.

### Vie privée
En 1909, il épouse Lucia Slade, la fille unique de John Ramsay Slade (en) et petite-fille de Marcus Slade (en). Le couple aura deux filles et un fils. Lucia meurt en 1927 dans un accident de voiture à Dieppe, en France.

## Récompenses et distinctions
- Grand-Croix de l'Ordre du Dannebrog pour son service au Danemark[2].
- Compagnon de l'Ordre du Bain (CB) lors des honneurs du couronnement de 1911[6].
- Le 3 juin 1916, il est nommé Chevalier Commandeur de l'Ordre de Saint-Michel et Saint-Georges (KCMG).
- Le 5 juin 1926, il est promu Chevalier Grand-Croix de l'Ordre de Saint-Michel et Saint-Georges (GCMG)[2].